# イオンスタイル碑文谷
イオンスタイル碑文谷（イオンスタイルひもんや）は東京都目黒区碑文谷四丁目にある、イオンリテール株式会社が運営する大型商業施設（ショッピングセンター）である。
前身はダイエー碑文谷店であり、旧：ダイエー運営時代の店番号は0284。

## 概要
鉄骨鉄筋コンクリート造の地上7階・地下1階の巨艦店舗（後述）。都道312号（目黒通り）沿線に存在する。
開業当初の名称は碑文谷ショッパーズプラザだったが、2016年5月時点は左記の名称は公式には使われず、ダイエー碑文谷店の名称を表向きは前面に出していた。
なお、フロア毎の商品展開を商品別ではなく、目的別にした店舗は日本初であり、このため開店当初は多くの視察者が来たという。

### 旗艦店舗
高級住宅街として知られる目黒区碑文谷地区に立地する大型店舗だったため、ダイエー時代は神奈川県の東戸塚店（現：イオンスタイル東戸塚）、大阪府の京橋店（その後、イオン京橋店に改称後2019年9月30日に完全閉店）、兵庫県の甲子園店（現：コロワ甲子園）、福岡県のショッパーズ福岡店（現：イオンショッパーズ福岡店）と共に旗艦店舗として知られていた。また、都心近隣の大型店舗であることから新浦安店（現：イオン新浦安ショッピングセンター）と並んでメディアへの露出機会が多い店舗でもあった。またイオンとなってもイオンスタイル品川シーサイドと並んでメディア露出は多い。

## フロア構成

### 本館
ダイエー時代では地下1階は駐車場となっており、1階は食料品、2階は食料品とビューティ・ヘルスケア、3階・4階は衣料品、5階 - 7階は住まいの品をそれぞれ扱っており、7階にフードコートが設置されていた。
別館は、ABCマートに変わり、スポーツギャラリーは規模を縮小して本館に移った。
ヤマダ電機やらんらんらんど、フードコートなど店内のテナントは2016年5月5日までに順次営業を終了した。
そして、2016年12月16日に店舗名を「イオンスタイル碑文谷」に改め、先行で1階から4階をオープン。2017年3月30日に5階から7階もオープンし、全館リニューアルオープンした。
フロア構成も刷新され、食料品のフロアは1階が生鮮とデリカ、2階が加工品とリカーにカテゴリごとにフロア分けされ、3階はレディースファッションと美容のフロア、4階は暮らしと健康のフロア、5階がメンズファッションと趣味と書籍のフロア、6階がキッズとベビーのフロア、7階が暮らしサポートとレストランのフロアとされている。
食料品フロアでは区内にある、パスコイーストカンパニー目黒工場で生産される限定商品「碑文谷パン・ド・ミ」が販売されている。

## 沿革

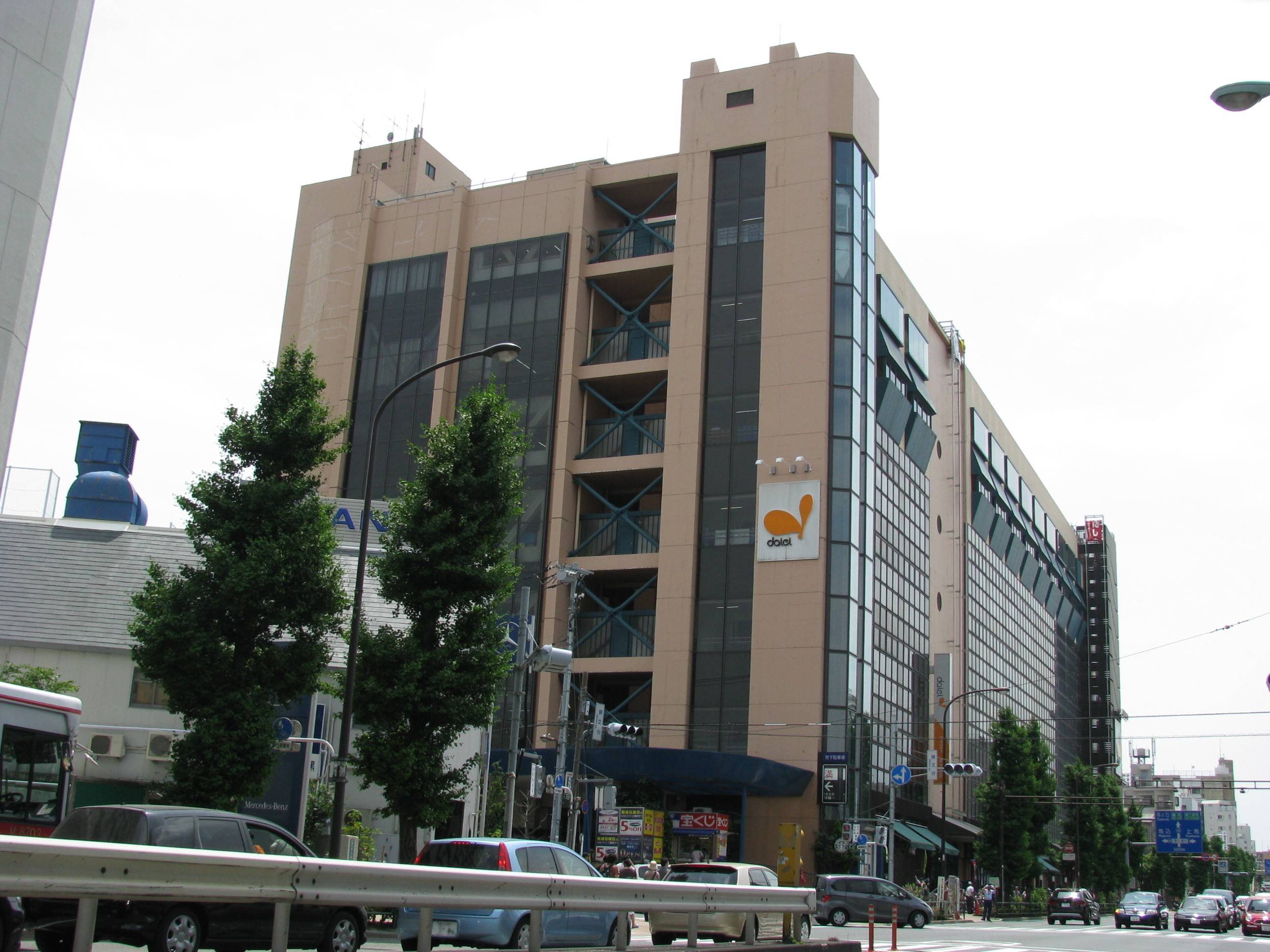
ダイエー時代の店舗外観
（2011年5月撮影）

- かつてはサンウエーブ工業の工場が存在し、経営破綻時に閉鎖。後に横井英樹率いる「トーヨーボール」が日本最大級のボウリング場を計画したが、工事中にボウリングブームが終焉したことにより計画を変更。ビル用途をボウリング場から商業施設に変更しダイエーが使用することとなった[10]。そのため、スーパー単独建造物としては特徴がある造りとなっている。

- 1975年（昭和50年）4月1日 - ダイエー碑文谷店開業。SC名称は「碑文谷ショッパーズプラザ」。
- 1987年（昭和62年）9月 - 増床工事を行った上でリニューアルオープン。店舗面積を1,300m²・14,000m²に拡張[11]。
- 1995年（平成7年）8月6日 - 当時のアメリカ合衆国農務長官・ダニエル・R・グリックマンが当店を訪問[12]。
- 1996年（平成8年）6月 - 当時の在日本アメリカ合衆国大使・ウォルター・モンデールが当店を訪問。社長の中内㓛（当時）が付き添って案内をする。
- 1998年（平成10年）5月16日 - 別館扱いのスポーツ専門店「スポーツギャラリー碑文谷」開業[13]。
- 1999年（平成11年）4月23日 - 新装開業。食料品フロアを2フロアにし、食料品を強化[14]。
- 2003年（平成15年）12月25日 - ユナイテッド・アーバン投資法人が、目黒インベストメント有限会社から153億円で信託受益権を収得[15]。
- 2004年（平成16年）6月25日 - 全面改装を施し新装開業[16]。
- 2005年（平成17年）10月27日 - 新装開業。
- 2016年（平成28年）
  - 3月1日 - イオンリテールに同店の営業権が承継[17]。ダイエー碑文谷店で営業継続。
  - 4月3日 - 3-7階及び地下駐車場の営業を終了。
  - 5月5日 - 1・2階の営業を終了。これによりダイエー碑文谷店閉店。41年の歴史に幕を閉じた。
  - 5月31日 - 施設所有会社のユナイテッド・アーバン投資法人とダイエーの賃借契約終了。
  - 11月1日 - ユナイテッド・アーバン投資法人とイオンリテールの20年間の新規賃借契約期間開始[18]。
  - 11月18日 - リニューアルオープン後の店舗名称を「イオンスタイル碑文谷」とすることを正式発表し、1階-4階を12月16日に先行オープン（ソフトオープン）することを発表[4][19]。
  - 12月16日 - イオンスタイル碑文谷としてソフトオープン（ソフトオープン当日から2日間は近隣住民やカード会員を対象とした「ご招待会セール」として開催）。この日に営業を再開したのは1-4階までで、5-7階は2017年春オープン予定であることも併せて発表された[7]。
  - 12月18日 - 1-4階の通常営業を開始。
- 2017年
  - 3月30日 - 5-7階が営業を再開、1-4階は品揃えやサービスの見直しを行い、全館リニューアルオープン[8]。

## 売上
この統計は、日経流通新聞および日本経済新聞が調査して順位付けしたものである。碑文谷店は、旗艦店舗であるが故に後に登場する大型ショッピングセンターよりも売上が多い。
| 年度   | スーパー業界 | ダイエー内 | 小売総合 | 売場面積 | 売上          |
| ------ | ------------ | ---------- | -------- | -------- | ------------- |
| 1982年 | 10位         | 5位        | なし     | 41位     | 137億6500万円 |
| 1983年 | 8位          | 5位        | なし     | 32位     | 140億6600万円 |
| 1984年 | 7位          | 4位        | なし     | 34位     | 148億1600万円 |
| 1985年 | 5位          | 4位        | なし     | 39位     | 159億9000万円 |
| 1986年 | 5位          | 3位        | なし     | 40位     | 168億2600万円 |
| 1987年 | 4位          | 3位        | なし     | 25位     | 187億1300万円 |
| 1988年 | 4位          | 3位        | なし     | 26位     | 199億1700万円 |
| 1989年 | 5位          | 3位        | なし     | 28位     | 202億5800万円 |
| 1990年 | 5位          | 3位        | なし     | 32位     | 211億300万円  |
| 1991年 | 5位          | 3位        | 148位    | なし     | 210億2100万円 |
| 1992年 | 5位          | 3位        | 150位    | なし     | 205億4100万円 |
| 1993年 | 5位          | 4位        | 149位    | なし     | 201億4100万円 |

## アクセス
- 学芸大学駅から徒歩8分。
- 都立大学駅から徒歩10分。
- 目黒駅より東急バス 黒02・黒07・東98「碑文谷五丁目交番」停留所下車。